# Heather Watson
Heather Miriam Watson (* 19. Mai 1992 in Guernsey) ist eine britische Tennisspielerin.

## Karriere
Watson, die von der Kanalinsel Guernsey stammt und im Alter von sieben Jahren mit dem Tennissport begann, gehörte im Nachwuchsbereich zur internationalen Topklasse und kam bis auf Platz drei der Juniorinnen-Weltrangliste nach vorne. Mit zwölf Jahren ging sie nach Florida, um an der Tennis Academy von Nick Bollettieri zu trainieren. Ihr größter Erfolg war der Triumph bei der Juniorinnenkonkurrenz der US Open 2009, wo sie sich im Endspiel deutlich gegen Jana Butschina aus Russland durchsetzte. Im selben Jahr gewann sie an der Seite von Ajla Tomljanović auch den Doppelwettbewerb des renommierten International Casablanca Junior Cup und erreichte zusammen mit Tímea Babos das Endspiel der Juniorinnenkonkurrenz der French Open, das sie gegen Elena Bogdan und Noppawan Lertcheewakarn verloren.
Parallel zu ihrer Juniorenkarriere gab sie 2009 auch ihren Einstand auf der ITF Women’s World Tennis Tour und gewann dort im gleichen Jahr ihren ersten Profititel. Ihr Debüt auf der WTA-Tour gab Watson 2010 in Miami, wo sie mit einer Wildcard ins Hauptfeld kam, dort aber bereits zum Auftakt verlor. In Eastbourne errang sie aus der Qualifikation kommend gegen Aleksandra Wozniak ihren ersten Hauptrundensieg auf der WTA-Tour, war jedoch in der zweiten Runde gegen Wiktoryja Asaranka chancenlos. Im Anschluss durfte sie in Wimbledon, ebenfalls mit einer Wildcard ausgestattet, erstmals im Hauptfeld eines Grand-Slam-Turniers antreten, scheiterte dabei aber zum Auftakt an Romina Oprandi. Durch zwei weitere Titel auf der ITF-Tour, darunter ihr erster Gewinn eines Turniers der $50.000-Kategorie, konnte sie die Saison in den Top 200 der Weltrangliste abschließen.
2011 erreichte Watson zum Saisonbeginn in Auckland als Qualifikantin ihr erstes WTA-Viertelfinale. Auch bei den French Open qualifizierte sie sich erfolgreich für die Hauptrunde und gewann dort in der ersten Runde gegen Stéphanie Foretz Gacon ihr erstes Match im Hauptfeld eines Grand-Slam-Turniers. Am Ende des Jahres wurde Watson, die in Québec noch einmal im Viertelfinale stand, erstmals unter den besten 100 der Welt geführt. 2012 zog sie in Wimbledon zum ersten Mal in die dritte Runde ein, in der sie Agnieszka Radwańska unterlag. Bei den Olympischen Spielen, die ebenfalls in London ausgetragen wurden, schlug sie im Einzel zum Auftakt Sílvia Soler Espinosa, bevor sie in der zweiten Runde an Marija Kirilenko scheiterte. Im Doppel trat sie zusammen mit Laura Robson an; gemeinsam schieden die beiden zum Turnierbeginn gegen das deutsche Duo Angelique Kerber und Sabine Lisicki in drei Sätzen aus. An der Seite von Marina Eraković gewann sie zuvor in Stanford ihren ersten WTA-Titel im Doppel, auf den in Dallas kurze Zeit darauf der zweite folgte. Ihren bis dahin größten Erfolg konnte Watson in Osaka mit dem Gewinn ihres ersten WTA-Einzeltitels feiern, nachdem sie sich im Endspiel gegen Chang Kai-chen in einem über drei Stunden dauernden Match und nach Abwehr von fünf Matchbällen mit 7:5, 5:7, 7:64 durchsetzte. Watson beendete daraufhin die Saison und überwinterte erstmals in den Top 50 der Weltrangliste.
2013 konnte sie zunächst an die gute Form des Vorjahres anknüpfen und erreichte bei den Australian Open erstmals die dritte Runde. Im Frühjahr erkrankte sie an Pfeifferschem Drüsenfieber und geriet daraufhin in ein Formtief, das bis zum Ende des Jahres anhielt und dazu führte, dass sie zum Saisonabschluss wieder außerhalb der Top 100 stand. 2014 spielte sie daher zunächst wieder vermehrt auf der ITF-Tour und triumphierte in Midland und danach in Prag bei zwei Turnieren der $100.000-Kategorie. In die besten 100 der Welt zurückgekehrt, kam sie in Eastbourne ins Halbfinale, wo sie erst von der späteren Siegerin Madison Keys gestoppt wurde. Im Doppel gewann sie zusammen mit Alexandra Panowa in Baku ihren dritten WTA-Titel. Nachdem sie beim Rogers Cup in Montreal die dritte Runde erzielt hatte, konnte sie zum Jahresende wieder in die Top 50 der Welt vorstoßen.
Zum Beginn der Saison 2015 holte Watson in Hobart nach einem Finalsieg über Madison Brengle ihren zweiten WTA-Titel und blieb dabei im gesamten Turnierverlauf ohne Satzverlust. Anschließend erzielte sie mit Platz 38 ihre bislang beste Weltranglistenposition. Beim Premier Mandatory-Turnier in Indian Wells kam sie danach erstmals ins Achtelfinale und errang dort in der dritten Runde über Radwańska ihren ersten Sieg über eine Top-10-Spielerin. In Wimbledon stand sie in diesem Jahr zum zweiten Mal in der dritten Runde und musste sich dort der späteren Siegerin Serena Williams erst in drei Sätzen geschlagen geben.
2016 gelang Watson in Monterrey mit einem Endspielerfolg über Kirsten Flipkens ihr dritter Einzeltitel auf der WTA-Tour sowie im Anschluss daran in Miami der erstmalige Einzug ins Achtelfinale. Danach begannen Watsons Ergebnisse im Einzel zu stagnieren. Nur noch gelegentlich konnte sie meist bei kleineren Turnieren aufzeigen. Im Doppel jedoch konnte sie mit dem Triumph des Mixed-Wettbewerbs von Wimbledon an der Seite von Henri Kontinen den bisher größten Erfolg ihrer Karriere feiern. Bei den Olympischen Spielen in Rio de Janeiro besiegte sie im Einzel zunächst Peng Shuai, bevor sie in der zweiten Runde gegen Elina Switolina in drei Sätzen ausschied. Im Doppel ging sie mit Johanna Konta an den Start; die beiden gewannen zum Auftakt gegen Jelena Janković und Aleksandra Krunić, scheiterten aber in Runde zwei an Chan Hao-ching und Chan Yung-jan aus Taiwan. Im Jahr darauf beschränkten sich Watsons Erfolge auf der WTA-Tour auf die britische Rasenplatzsaison, wo sie in Surbiton bei einem ITF-Turnier der $100.000-Kategorie zunächst das Finale erreichte, in dem sie an Magdaléna Rybáriková scheiterte, und anschließend in Eastbourne ins Halbfinale kam. In Wimbledon erzielte sie mit der dritten Runde ihr bestes Grand-Slam-Resultat des Jahres.
2018 errang sie gemeinsam mit Tatjana Maria in Acapulco ihren vierten WTA-Doppeltitel und stieß mit ihr beim Doppelturnier von Wimbledon erstmals ins Viertelfinale vor, in dem sie den späteren Siegerinnen Barbora Krejčíková und Kateřina Siniaková unterlagen. Im Einzel stand sie in Hobart und Québec jeweils im Halbfinale und erreichte auf der ITF-Tour das Endspiel des $100.000-Turniers in Vancouver, das sie im Folgejahr gegen Sara Sorribes Tormo gewinnen konnte. Zum Abschluss der Saison 2020 bestritt sie in Tianjin ein weiteres WTA-Finale, das sie gegen Rebecca Peterson verlor. 2020 spielte sie sich mit dem Einzug ins Halbfinale von Hobart, wo sie gegen die spätere Siegerin Jelena Rybakina ausschied, sowie dem Gewinn ihres vierten WTA-Einzeltitels in Acapulco nach einem Finalerfolg über Leylah Annie Fernandez in die Top 50 der Weltrangliste zurück.
2021 erzielte Watson in einer ansonsten schwächeren Saison mit dem Einzug ins Halbfinale von Birmingham ihr bestes Ergebnis. Bei ihrer dritten Teilnahme an Olympischen Sommerspielen in Tokio scheiterte sie in der ersten Runde des Einzelwettbewerbs an Anna-Lena Friedsam.
2011 gab Watson bei der 1:2-Niederlage gegen die Schweiz ihren Einstand für die britische Fed-Cup-Mannschaft. Seitdem hat sie für ihr Land 42 Partien bestritten, von denen sie 29 gewinnen konnte (Einzelbilanz 21:10).

## Turniersiege

### Einzel
| Nr. | Datum            | Turnier        | Kategorie         | Belag             | Finalgegnerin             | Ergebnis       |
| --- | ---------------- | -------------- | ----------------- | ----------------- | ------------------------- | -------------- |
| 1.  | 19. Juli 2009    | Frinton-on-Sea | ITF $10.000       | Rasen             | Anna Fitzpatrick          | 4:6, 6:4, 6:2  |
| 2.  | 24. Juli 2010    | Wrexham        | ITF $25.000       | Hartplatz         | Sania Mirza               | 6:2, 6:4       |
| 3.  | 6. November 2010 | Toronto        | ITF $50.000       | Hartplatz (Halle) | Alizé Lim                 | 6:3, 6:3       |
| 4.  | 14. Oktober 2012 | Ōsaka          | WTA International | Hartplatz         | Chang Kai-chen            | 7:5, 5:7, 7:64 |
| 5.  | 10. Februar 2014 | Midland        | ITF $100.000      | Hartplatz         | Xenija Perwak             | 6:4, 6:0       |
| 6.  | 12. Mai 2014     | Prag           | ITF $100.000      | Sand              | Anna Karolína Schmiedlová | 7:65, 6:0      |
| 7.  | 17. Januar 2015  | Hobart         | WTA International | Hartplatz         | Madison Brengle           | 6:3, 6:4       |
| 8.  | 6. März 2016     | Monterrey      | WTA International | Hartplatz         | Kirsten Flipkens          | 3:6, 6:2, 6:3  |
| 9.  | 12. Mai 2019     | Fukuoka        | ITF $60.000       | Teppich           | Sarina Dijas              | 7:61, 7:64     |
| 10. | 18. August 2019  | Vancouver      | ITF $100.000      | Hartplatz         | Sara Sorribes Tormo       | 7:5, 6:4       |
| 11. | 29. Februar 2020 | Acapulco       | WTA International | Hartplatz         | Leylah Fernandez          | 6:4, 6:78, 6:1 |
| 12. | 21. Juli 2024    | Nottingham     | ITF W50           | Hartplatz         | Manon Léonard             | 6:3, 6:0       |

### Doppel
| Nr. | Datum            | Turnier        | Kategorie         | Belag             | Partnerin        | Finalgegnerinnen                     | Ergebnis         |
| --- | ---------------- | -------------- | ----------------- | ----------------- | ---------------- | ------------------------------------ | ---------------- |
| 1.  | 15. Juli 2012    | Stanford       | WTA Premier       | Hartplatz         | Marina Eraković  | Jarmila Gajdošová Vania King         | 7:5, 7:67        |
| 2.  | 26. August 2012  | Dallas         | WTA International | Hartplatz         | Marina Eraković  | Līga Dekmeijere Irina Falconi        | 6:3, 6:0         |
| 3.  | 16. Februar 2014 | Midland        | ITF $100.000      | Hartplatz (Halle) | Anna Tatischwili | Sharon Fichman Maria Sanchez         | 7:5, 5:7, [10:6] |
| 4.  | 27. Juli 2014    | Baku           | WTA International | Hartplatz         | Alexandra Panowa | Ioana Olaru Shahar Peer              | 6:2, 7:63        |
| 5.  | 20. Mai 2017     | Trnava         | ITF $100.000      | Sand              | Naomi Broady     | Chuang Chia-jung Renata Voráčová     | 6:3, 6:2         |
| 6.  | 3. März 2018     | Acapulco       | WTA International | Hartplatz         | Tatjana Maria    | Kaitlyn Christian Sabrina Santamaria | 7:5, 2:6, [10:2] |
| 7.  | 11. Mai 2019     | Fukuoka        | ITF $60.000       | Teppich           | Naomi Broady     | Kristie Ahn Alison Bai               | kampflos         |
| 8.  | 30. Juli 2023    | Warschau       | WTA 250           | Hartplatz         | Yanina Wickmayer | Weronika Falkowska Katarzyna Piter   | 6:4, 6:4         |
| 9.  | 14. Oktober 2023 | Quinta do Lago | ITF W40           | Hartplatz         | Olivia Gadecki   | Francisca Jorge Matilde Jorge        | 6:4, 6:1         |

### Mixed
| Nr. | Datum         | Turnier   | Belag | Partner        | Finalgegner                      | Ergebnis  |
| --- | ------------- | --------- | ----- | -------------- | -------------------------------- | --------- |
| 1.  | 10. Juli 2016 | Wimbledon | Rasen | Henri Kontinen | Anna-Lena Grönefeld Robert Farah | 7:65, 6:4 |

## Abschneiden bei Grand-Slam-Turnieren

### Einzel
| Turnier         | 2010 | 2011 | 2012 | 2013 | 2014 | 2015 | 2016 | 2017 | 2018 | 2019 | 2020 | 2021 | 2022 | 2023 | 2024 | 2025 | Karriere |
| --------------- | ---- | ---- | ---- | ---- | ---- | ---- | ---- | ---- | ---- | ---- | ---- | ---- | ---- | ---- | ---- | ---- | -------- |
| Australian Open | —    | Q2   | 1    | 3    | 1    | 1    | 1    | 2    | 1    | 1    | 2    | 2    | 2    | Q1   | Q1   | Q2   | 3        |
| French Open     | —    | 2    | 2    | 1    | 2    | 2    | 2    | Q3   | 2    | Q2   | 1    | 1    | 1    | Q1   | Q1   | Q1   | 2        |
| Wimbledon       | 1    | 1    | 3    | 1    | 2    | 3    | 1    | 3    | 1    | 2    |      | 1    | AF   | 1    | 1    | 1    | AF       |
| US Open         | Q1   | 1    | 1    | 1    | 1    | 1    | 1    | 1    | 1    | Q1   | 1    | 1    | Q3   | Q1   | Q2   |      | 1        |

Zeichenerklärung: S = Turniersieg; F, HF, VF, AF = Einzug ins Finale / Halbfinale / Viertelfinale / Achtelfinale; 1, 2, 3 = Ausscheiden in der 1. / 2. / 3. Hauptrunde; Q1, Q2, Q3 = Ausscheiden in der 1. / 2. / 3. Qualifikationsrunde; nicht ausgetragen

### Doppel
| Turnier         | 2010 | 2011 | 2012 | 2013 | 2014 | 2015 | 2016 | 2017 | 2018 | 2019 | 2020 | 2021 | 2022 | 2023 | 2024 | 2025 | Karriere |
| --------------- | ---- | ---- | ---- | ---- | ---- | ---- | ---- | ---- | ---- | ---- | ---- | ---- | ---- | ---- | ---- | ---- | -------- |
| Australian Open | —    | —    | —    | 1    | —    | 2    | 2    | 1    | 1    | 1    | —    | AF   | 2    | 1    | 1    | 1    | AF       |
| French Open     | —    | —    | —    | 1    | —    | 1    | 1    | 1    | 2    | 1    | 1    | 1    | 2    | —    | 1    | —    | 2        |
| Wimbledon       | 2    | 1    | 1    | 1    | 1    | 2    | AF   | 2    | VF   | 1    |      | AF   | AF   | 2    | 1    | 1    | VF       |
| US Open         | —    | —    | 1    | 1    | 1    | —    | 2    | 1    | 1    | —    | —    | —    | —    | 2    | AF   |      | AF       |

### Mixed
| Turnier         | 2011 | 2012 | 2013 | 2014 | 2015 | 2016 | 2017 | 2018 | 2019 | 2020 | 2021 | 2022 | 2023 | 2024 | 2025 | Karriere |
| --------------- | ---- | ---- | ---- | ---- | ---- | ---- | ---- | ---- | ---- | ---- | ---- | ---- | ---- | ---- | ---- | -------- |
| Australian Open | —    | —    | —    | —    | —    | —    | —    | —    | —    | —    | —    | —    | —    | VF   | —    | VF       |
| French Open     | —    | —    | 1    | —    | —    | —    | —    | —    | —    |      | —    | —    | —    | AF   | —    | AF       |
| Wimbledon       | 2    | 2    | 2    | 1    | 1    | S    | F    | AF   | 2    |      | 1    | —    | AF   | AF   | 1    | S        |
| US Open         | —    | —    | —    | —    | —    | —    | 1    | —    | —    |      | —    | —    | —    | —    |      | 1        |